# Gert Hofbauer
Gert Hofbauer (Knittelfeld, 13 marzo 1937 – 4 agosto 2017) è stato un direttore d'orchestra austriaco.
Dal 1971 dirige la Wiener Hofburg Orchester, formata da settantacinque musicisti delle migliori orchestre viennesi con l'obiettivo dichiarato è quello di conservare e far conoscere a tutto il mondo il valzer e l'operetta viennesi.
Produzioni radiofoniche e televisive, partecipazione internazionale a concerti sinfonici così come diverse registrazioni hanno reso l'orchestra conosciuta e rinomata in tutto il mondo.
I concerti con brani di Johann Strauss e Wolfgang Amadeus Mozart si organizzano da maggio a dicembre nelle sontuose sale della Wiener Hofburg.

## Biografia
Ha studiato tromba nel 1958 a Graz e nel 1960 al Universität für Musik und darstellende Kunst Wien (Conservatorio di Vienna).
Ha ricevuto i suoi primi contratti di lavoro come trombettista nel 1962 nell'orchestra del Mozarteum di Salisburgo e nel 1964 con l'orchestra dei Niederösterreichische Tonkünstler, dove era primo trombettista.
Durante la sua attività nell'orchestra ha studiato direzione con il Professore Richard Österreicher (1969).